# Saint-Hilaire-de-Voust
Saint-Hilaire-de-Voust [sɛ̃.t‿ilɛʁ də vust] est une commune française située dans le département de la Vendée, en région Pays de la Loire.

## Géographie

### Localisation
Le territoire municipal de Saint-Hilaire-de-Voust s'étend sur 1 884 hectares. L'altitude moyenne de la commune est de 106 mètres, avec des niveaux fluctuant entre 67 et 142 mètres,.
| Loge-Fougereuse         | La Chapelle-aux-Lys    |                        |
| Saint-Maurice-des-Noues | Saint-Hilaire-de-Voust | Le Busseau Deux-Sèvres |
| Puy-de-Serre            | Marillet               |                        |

### Climat
Pour des articles plus généraux, voir Climat des Pays de la Loire et Climat de la Vendée.
En 2010, le climat de la commune est de type climat océanique altéré, selon une étude du CNRS s'appuyant sur une série de données couvrant la période 1971-2000. En 2020, Météo-France publie une typologie des climats de la France métropolitaine dans laquelle la commune est exposée à un climat océanique et est dans la région climatique Poitou-Charentes, caractérisée par un bon ensoleillement, particulièrement en été et des vents modérés.
Pour la période 1971-2000, la température annuelle moyenne est de 11,9 °C, avec une amplitude thermique annuelle de 14,5 °C. Le cumul annuel moyen de précipitations est de 929 mm, avec 12,7 jours de précipitations en janvier et 7,1 jours en juillet. Pour la période 1991-2020, la température moyenne annuelle observée sur la station météorologique de Météo-France la plus proche, sur la commune de Scillé à 7 km à vol d'oiseau, est de 12,1 °C et le cumul annuel moyen de précipitations est de 954,6 mm,. Pour l'avenir, les paramètres climatiques de la commune estimés pour 2050 selon différents scénarios d'émission de gaz à effet de serre sont consultables sur un site dédié publié par Météo-France en novembre 2022.

## Urbanisme

### Typologie
Au 1er janvier 2024, Saint-Hilaire-de-Voust est catégorisée commune rurale à habitat dispersé, selon la nouvelle grille communale de densité à sept niveaux définie par l'Insee en 2022.
Elle est située hors unité urbaine. Par ailleurs la commune fait partie de l'aire d'attraction de La Châtaigneraie, dont elle est une commune de la couronne,. Cette aire, qui regroupe 10 communes, est catégorisée dans les aires de moins de 50 000 habitants,.

### Occupation des sols
L'occupation des sols de la commune, telle qu'elle ressort de la base de données européenne d’occupation biophysique des sols Corine Land Cover (CLC), est marquée par l'importance des territoires agricoles (96,5 % en 2018), une proportion sensiblement équivalente à celle de 1990 (97,1 %). La répartition détaillée en 2018 est la suivante : 
zones agricoles hétérogènes (41,8 %), terres arables (38,7 %), prairies (16 %), zones urbanisées (1,9 %), forêts (1,6 %). L'évolution de l’occupation des sols de la commune et de ses infrastructures peut être observée sur les différentes représentations cartographiques du territoire : la carte de Cassini (XVIIIe siècle), la carte d'état-major (1820-1866) et les cartes ou photos aériennes de l'IGN pour la période actuelle (1950 à aujourd'hui).

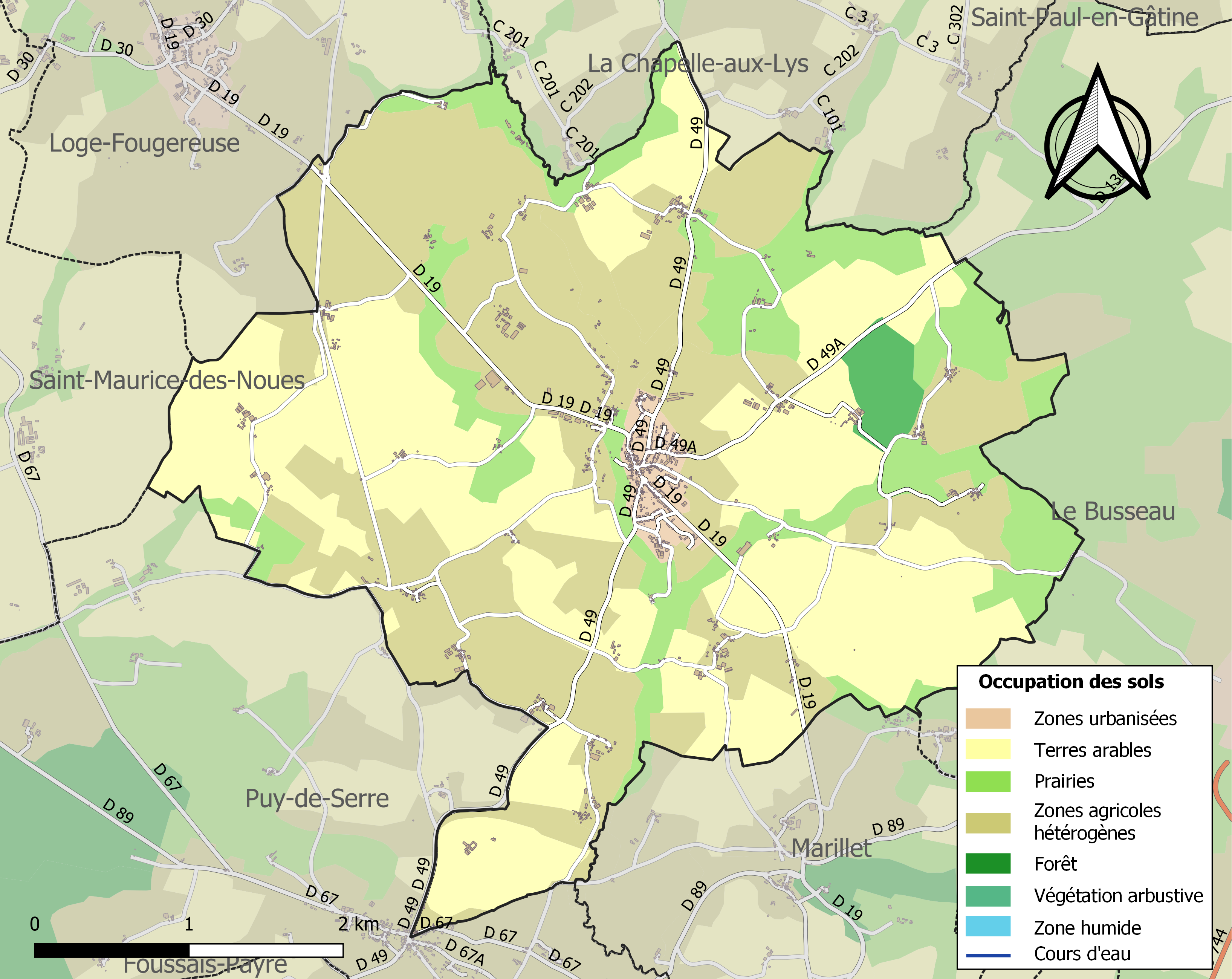
Carte des infrastructures et de l'occupation des sols de la commune en 2018 (CLC).

### Risque sismique
Saint-Hilaire-de-Voust fut l'épicentre le 12 février 2018 d'un séisme de magnitude comprise entre 4,6 et 4,8 sur l'échelle de Richter.

## Toponymie
Durant la Révolution, la commune porte le nom de Le Pontreau.

## Politique et administration

### Liste des maires
| Période                                  | Période              | Identité             | Étiquette | Qualité             |
| ---------------------------------------- | -------------------- | -------------------- | --------- | ------------------- |
| Les données manquantes sont à compléter. |                      |                      |           |                     |
| 1900                                     | 1908                 | Maurice Arnaud       |           |                     |
| 1908                                     | 1935                 | Adolphe Marchand     |           |                     |
| 1935                                     | 1963                 | Joseph Marchand      |           |                     |
| 1963                                     | juillet 1967 (décès) | Gabriel Boineau      |           | Viticulteur         |
| 1967                                     | mars 1971            | Michel Bâty          |           |                     |
| mars 1971                                | 1986                 | Pierre Girault       |           |                     |
| 1986                                     | juin 1995            | Michel Bâty          |           |                     |
| juin 1995                                | mars 2008            | Bernadette Baty      |           |                     |
| mars 2008                                | En cours             | Christian Chatellier |           | Exploitant agricole |

## Population et société

### Démographie

#### Évolution démographique
L'évolution du nombre d'habitants est connue à travers les recensements de la population effectués dans la commune depuis 1793. Pour les communes de moins de 10 000 habitants, une enquête de recensement portant sur toute la population est réalisée tous les cinq ans, les populations de référence des années intermédiaires étant quant à elles estimées par interpolation ou extrapolation. Pour la commune, le premier recensement exhaustif entrant dans le cadre du nouveau dispositif a été réalisé en 2007.

En 2022, la commune comptait 628 habitants, en évolution de +2,45 % par rapport à 2016 (Vendée : +5,33 %, France hors Mayotte : +2,11 %).
| 1793  | 1800 | 1806 | 1821 | 1831 | 1836 | 1841 | 1846  | 1851  |
| ----- | ---- | ---- | ---- | ---- | ---- | ---- | ----- | ----- |
| 1 100 | 974  | 645  | 706  | 806  | 994  | 981  | 1 023 | 1 052 |

| 1856  | 1861  | 1866  | 1872  | 1876  | 1881  | 1886  | 1891  | 1896  |
| ----- | ----- | ----- | ----- | ----- | ----- | ----- | ----- | ----- |
| 1 102 | 1 125 | 1 106 | 1 149 | 1 172 | 1 202 | 1 236 | 1 259 | 1 201 |

| 1901  | 1906  | 1911  | 1921  | 1926  | 1931  | 1936  | 1946 | 1954 |
| ----- | ----- | ----- | ----- | ----- | ----- | ----- | ---- | ---- |
| 1 236 | 1 236 | 1 209 | 1 079 | 1 046 | 1 012 | 1 006 | 985  | 923  |

| 1962 | 1968 | 1975 | 1982 | 1990 | 1999 | 2006 | 2007 | 2012 |
| ---- | ---- | ---- | ---- | ---- | ---- | ---- | ---- | ---- |
| 859  | 777  | 702  | 705  | 666  | 638  | 635  | 635  | 661  |

| 2017 | 2022 | - | - | - | - | - | - | - |
| ---- | ---- | - | - | - | - | - | - | - |
| 594  | 628  | - | - | - | - | - | - | - |

#### Pyramide des âges
La population de la commune est relativement âgée.
En 2018, le taux de personnes d'un âge inférieur à 30 ans s'élève à 26,3 %, soit en dessous de la moyenne départementale (31,6 %). À l'inverse, le taux de personnes d'âge supérieur à 60 ans est de 40,2 % la même année, alors qu'il est de 31,0 % au niveau départemental.
En 2018, la commune comptait 292 hommes pour 298 femmes, soit un taux de 50,51 % de femmes, légèrement inférieur au taux départemental (51,16 %).
Les pyramides des âges de la commune et du département s'établissent comme suit.
| Hommes | Classe d’âge | Femmes |
| ------ | ------------ | ------ |
| 1,7    | 90 ou +      | 2,7    |
| 12,8   | 75-89 ans    | 14,3   |
| 24,2   | 60-74 ans    | 24,7   |
| 19,1   | 45-59 ans    | 17,4   |
| 16,5   | 30-44 ans    | 14,1   |
| 7,8    | 15-29 ans    | 10,5   |
| 17,9   | 0-14 ans     | 16,3   |

| Hommes | Classe d’âge | Femmes |
| ------ | ------------ | ------ |
| 0,8    | 90 ou +      | 2,2    |
| 8,7    | 75-89 ans    | 11,1   |
| 20,3   | 60-74 ans    | 21,3   |
| 20     | 45-59 ans    | 19,4   |
| 17,5   | 30-44 ans    | 16,8   |
| 15     | 15-29 ans    | 13,2   |
| 17,7   | 0-14 ans     | 16,1   |

## Culture locale et patrimoine

### Lieux et monuments
- Église Saint-Hilaire.

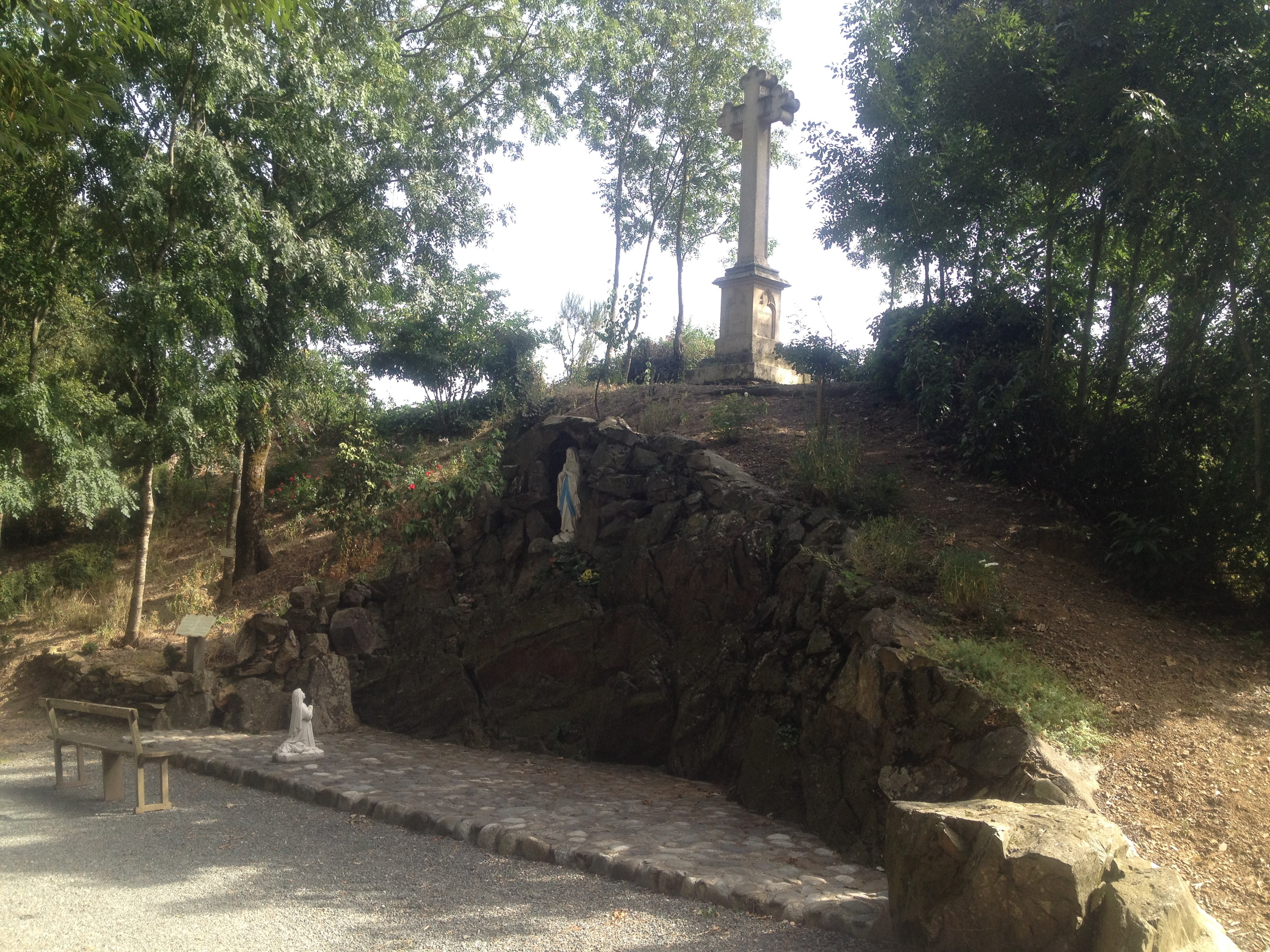
Grotte de Lourdes.

- Réplique de la grotte de Massabielle, à la sortie du village sur la route de Fontenay-le-Comte. L'édification d'un site marial fut décidée par Marie-Paule Jarry, qui employait Juliette Orion à son service, en 1936-1937. L'aménagement du site fut effectué à ses frais. Le 15 août 1937, la grotte est solennellement bénie avec la pose de la statue de la Vierge Marie. Une procession est organisée tous les ans au 15 août, pendant une quarantaine d'années. Pour le 150e anniversaire des apparitions en 2008, le site est rénové cette année-là avec la pose d'un parvis en galets ramenés de Lourdes et le remplacement des statues[22].